# Futsal-Europameisterschaft
Die Futsal-Europameisterschaft ist die seit 1999 von der UEFA veranstaltete offizielle Europameisterschaft für Futsal-Nationalmannschaften. Die erste Endrunde wurde im spanischen Granada ausgetragen.

## Modus
Der Gastgeber ist jeweils automatisch für die Endrunde qualifiziert. Die weiteren sieben Plätze werden in Qualifikationsturnieren ausgespielt. Seit 2005 gibt es zusätzlich noch eine Vorrunde für neue Futsal-Nationen, die den Qualifikationsturnieren vorangeht. Bei der Endrunde werden die Mannschaften derzeit auf vier Dreiergruppen aufgeteilt. Die beiden Erstplatzierten jeder Gruppe erreichen das Viertelfinale. Die vier Sieger spielen im Halbfinale um die Finalteilnahme. Die Verlierer des Halbfinales spielen, bis auf eine Ausnahme in 2003, um den dritten Platz.

## Die Turniere im Überblick
| Jahr         | Austragungsort (e)                  | Finale        | Finale               | Finale   | Spiel um Platz drei | Spiel um Platz drei   | Spiel um Platz drei |
| Jahr         | Austragungsort (e)                  | Europameister | Ergebnis             | 2. Platz | 3. Platz            | Ergebnis              | 4. Platz            |
| ------------ | ----------------------------------- | ------------- | -------------------- | -------- | ------------------- | --------------------- | ------------------- |
| 1996 Details | Córdoba (Spanien)                   | Spanien       | 5:3                  | Russland | Belgien             | 3:2 n. V.             | Italien             |
| 1999 Details | Granada (Spanien)                   | Russland      | 3:3 n. V. 4:2 i.6mS. | Spanien  | Italien             | 3:0                   | Niederlande         |
| 2001 Details | Moskau (Russland)                   | Spanien       | 2:1 n. V.            | Ukraine  | Russland            | 2:1 n. V.             | Italien             |
| 2003 Details | Caserta / Aversa (Italien)          | Italien       | 1:0                  | Ukraine  | Spanien             | Kein Spiel um Platz 3 | Tschechien          |
| 2005 Details | Ostrava (Tschechien)                | Spanien       | 2:1                  | Russland | Italien             | 3:1                   | Ukraine             |
| 2007 Details | Gondomar / Santo Tirso (Portugal)   | Spanien       | 3:1                  | Italien  | Russland            | 3:2                   | Portugal            |
| 2010 Details | Debrecen / Budapest (Ungarn)        | Spanien       | 4:2                  | Portugal | Tschechien          | 5:3                   | Aserbaidschan       |
| 2012 Details | Zagreb / Split (Kroatien)           | Spanien       | 3:1 n. V.            | Russland | Italien             | 3:1                   | Kroatien            |
| 2014 Details | Antwerpen (Belgien)                 | Italien       | 3:1                  | Russland | Spanien             | 8:4                   | Portugal            |
| 2016 Details | Belgrad (Serbien)                   | Spanien       | 7:3                  | Russland | Kasachstan          | 5:2                   | Serbien             |
| 2018 Details | Ljubljana (Slowenien)               | Portugal      | 3:2 n. V.            | Spanien  | Russland            | 1:0                   | Kasachstan          |
| 2022 Details | Amsterdam / Groningen (Niederlande) | Portugal      | 4:2                  | Russland | Spanien             | 4:1                   | Ukraine             |

### Rangliste
| Rang | Land          | Titel | Jahr(e)                                  | 2. Platz | 3. Platz | 4. Platz |
| ---- | ------------- | ----- | ---------------------------------------- | -------- | -------- | -------- |
| 1    | Spanien       | 7     | 1996, 2001, 2005, 2007, 2010, 2012, 2016 | 2        | 2        | /        |
| 2    | Italien       | 2     | 2003, 2014                               | 1        | 3        | 2        |
| 3    | Portugal      | 2     | 2018, 2022                               | 1        | /        | 2        |
| 4    | Russland      | 1     | 1999                                     | 6        | 3        | /        |
| 5    | Ukraine       |       |                                          | 2        | /        | 2        |
| 6    | Kasachstan    |       |                                          | /        | 1        | 1        |
| 7    | Belgien       |       |                                          | /        | 1        | /        |
|      | Tschechien    |       |                                          | /        | 1        | /        |
| 9    | Aserbaidschan |       |                                          | /        | /        | 1        |
|      | Kroatien      |       |                                          | /        | /        | 1        |
|      | Niederlande   |       |                                          | /        | /        | 1        |
|      | Serbien       |       |                                          | /        | /        | 1        |

## Ewige Endrunden-Tabelle
| Rang | Verband             | Teilnahmen | Spiele | Siege | Unent- schieden(a) | Niederlagen | Tore    | Punkte |
| ---- | ------------------- | ---------- | ------ | ----- | ------------------ | ----------- | ------- | ------ |
| 1    | Spanien             | 12         | 59     | 43    | 11                 | 6           | 227:94  | 140    |
| 2    | Russland            | 12         | 56     | 34    | 7                  | 15          | 128:114 | 109    |
| 3    | Italien             | 12         | 50     | 29    | 9                  | 12          | 136:87  | 96     |
| 4    | Portugal            | 10         | 41     | 21    | 7                  | 13          | 124:104 | 70     |
| 5    | Ukraine             | 11         | 42     | 14    | 6                  | 22          | 108:111 | 49     |
| 6    | Serbien             | 7          | 23     | 8     | 5                  | 10          | 54:66   | 29     |
| 7    | Kasachstan          | 3          | 14     | 7     | 3                  | 4           | 49:34   | 24     |
| 8    | Aserbaidschan       | 6          | 18     | 6     | 3                  | 9           | 56:72   | 21     |
| 9    | Kroatien            | 6          | 18     | 5     | 4                  | 9           | 37:57   | 19     |
| 10   | Tschechien          | 8          | 24     | 5     | 3                  | 16          | 64:110  | 18     |
| 11   | Niederlande         | 6          | 19     | 3     | 3                  | 13          | 39:71   | 12     |
| 12   | Rumänien            | 4          | 11     | 3     | 0                  | 8           | 25:40   | 9      |
| 13   | Belgien             | 5          | 14     | 2     | 3                  | 9           | 17:42   | 9      |
| 14   | Slowenien           | 7          | 15     | 2     | 3                  | 13          | 36:68   | 9      |
| 15   | Georgien            | 1          | 4      | 2     | 0                  | 2           | 06:14   | 6      |
| 16   | Finnland            | 1          | 4      | 1     | 1                  | 2           | 09:13   | 4      |
| 17   | Slowakei            | 1          | 4      | 1     | 1                  | 2           | 09:17   | 4      |
| 18   | Frankreich          | 1          | 2      | 0     | 1                  | 1           | 07:09   | 2      |
| 19   | Polen               | 3          | 8      | 0     | 2                  | 6           | 12:34   | 2      |
| 20   | Belarus             | 1          | 2      | 0     | 1                  | 1           | 06:14   | 1      |
| 21   | Bosnien-Herzegowina | 1          | 3      | 0     | 0                  | 3           | 04:11   | 0      |
| 22   | Türkei              | 1          | 2      | 0     | 0                  | 2           | 01:08   | 0      |
| 23   | Ungarn              | 3          | 7      | 0     | 0                  | 7           | 16:36   | 0      |

Stand: 6. Februar 2022
Die Rangfolge ist nach der 3-Punkte-Regel errechnet.
(a) inkl. Spiele, die anschließend durch Sechsmeterschießen entschieden wurden (Tore aus Sechsmeterschießen sind nicht berücksichtigt).